# Església parroquial de la Mare de Déu de l'Anunciació (Aldaia)
L'església de l'Anunciació és un temple catòlic situat al carrer de l'Església, 1, en el municipi d'Aldaia. És Bé de Rellevància Local amb identificador nombre 46.14.021-005.

## Història
Es va edificar als segles XVI i XVII.
En 1975, els pintors Juan Senent i Salomón Tárrega, nadius d'Aldaia, van donar les seues obres per ajudar a la parròquia en la construcció de les vidrieres. Senent va realitzar l'esbós de l'Anunciació, que figura en la part superior del cor. Tárrega va executar els quadres dels dotze apòstols que ocupen les finestres laterals. Aquestes obres es van subhastar, adquirint-se per diversos parroquians anònims que van finançar la construcció de les vidrieres.

## Descripció

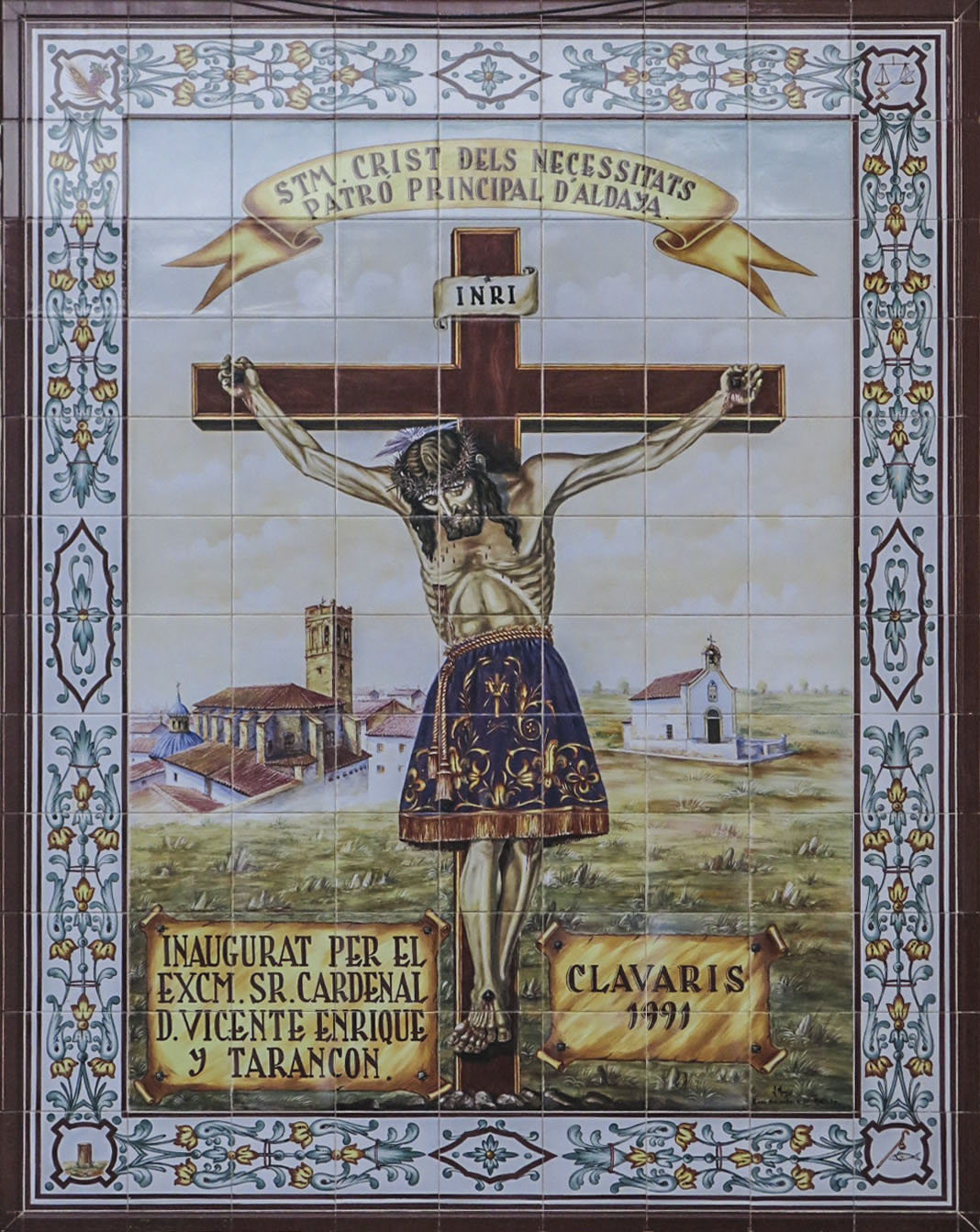
Plafó ceràmic

En el Pla d'Ordenació Urbana de 1990 se li qualifica com el major caràcter monumental de la població. És de traça gòtica en l'estructura de la nau principal.
La protecció urbanística que gaudeix és de nivell integral, incloent la torre campanar. Només s'admet la restauració, repristinació i conservació en el temple i campanar. Respecte a la casa abadia, la protecció és ambiental i tipològica, per la qual cosa està permesa la rehabilitació amb reforma interior, però mantenint tant l'aspecte exterior com l'organització espacial interior; no podent-se ampliar en altura i tenint restringida l'ampliació als patis.